# Shubert Theatre
Le Shubert Theatre est un théâtre de Broadway situé au 225 West, 44e rue dans le Theater District, dans le centre de Manhattan, à New York (États-Unis).

## Historique

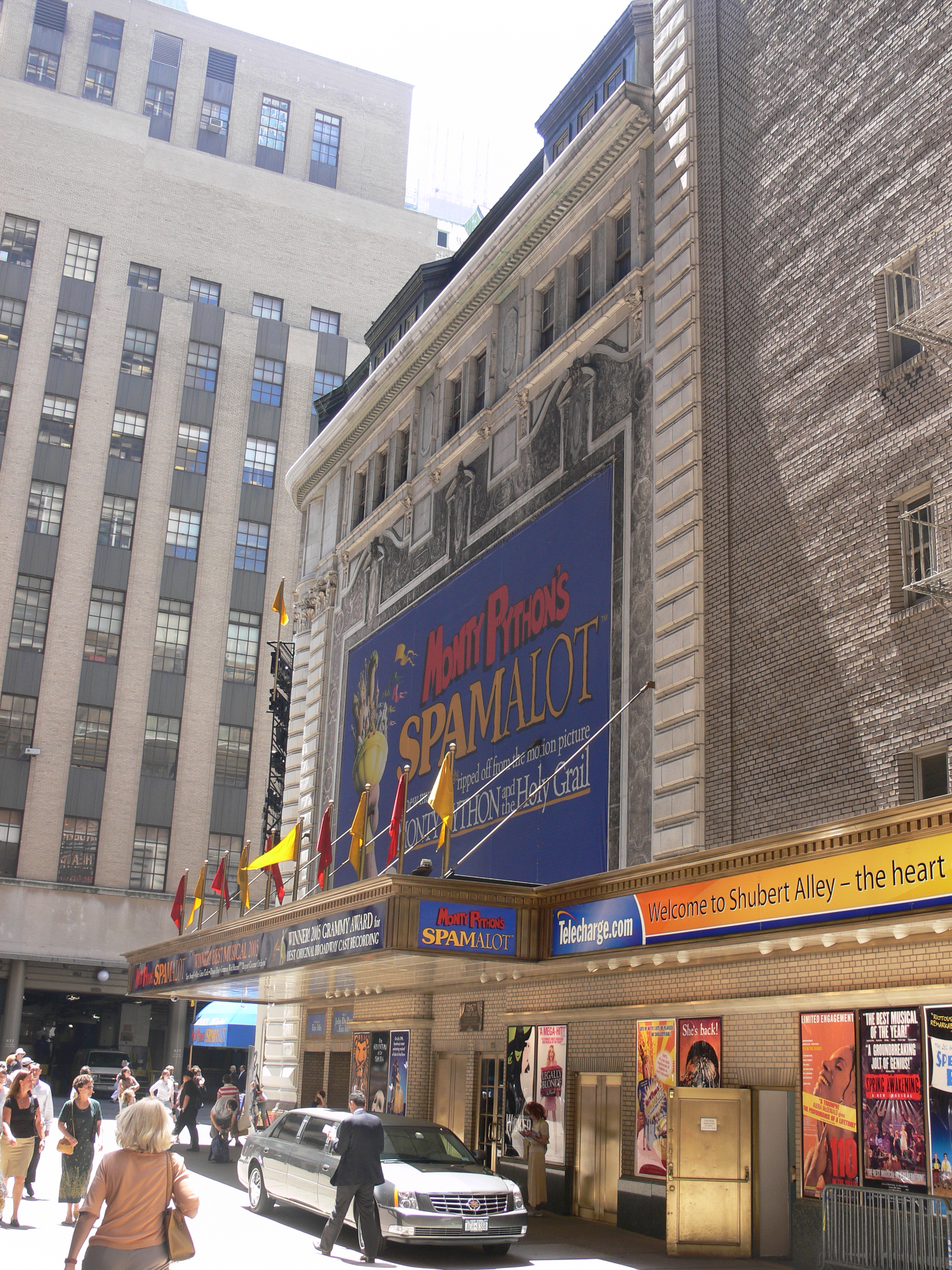
Façade sur l’allée Shubert, 2007

Le théâtre a été conçu par l'architecte Henry Beaumont Herts, et tient son nom de Sam S. Shubert (en), cadet des trois frères d’une célèbre famille de producteurs de théâtre, la famille Shubert. Sa façade fait écho à celle du Booth Theatre qui lui fait face, construit en même temps et par le même architecte, même si leurs décorations intérieures sont différentes. Les deux théâtres sont joints par une promenade privée, l’allée Shubert. Il a ouvert le 21 octobre 1913, avec une série de pièces de Shakespeare dont Othello, Hamlet, et Le Marchand de Venise, interprétées par la Forbes-Robertson Repertory Company.
La pièce la plus jouée dans le théâtre a été A Chorus Line, jouée 6 137 fois entre le 25 juillet 1975 et le 28 avril 1990, également devenue la pièce jouée pendant le plus de temps à Broadway.
Le dernier étage de l’édifice héberge le siège de la Shubert Organization. L’intérieur a été restauré en 1996. Le bâtiment est préservé par la Commission de conservation des monuments de la ville de New York.

## Représentations notables
- 1914 : To-Night's the Night (en)

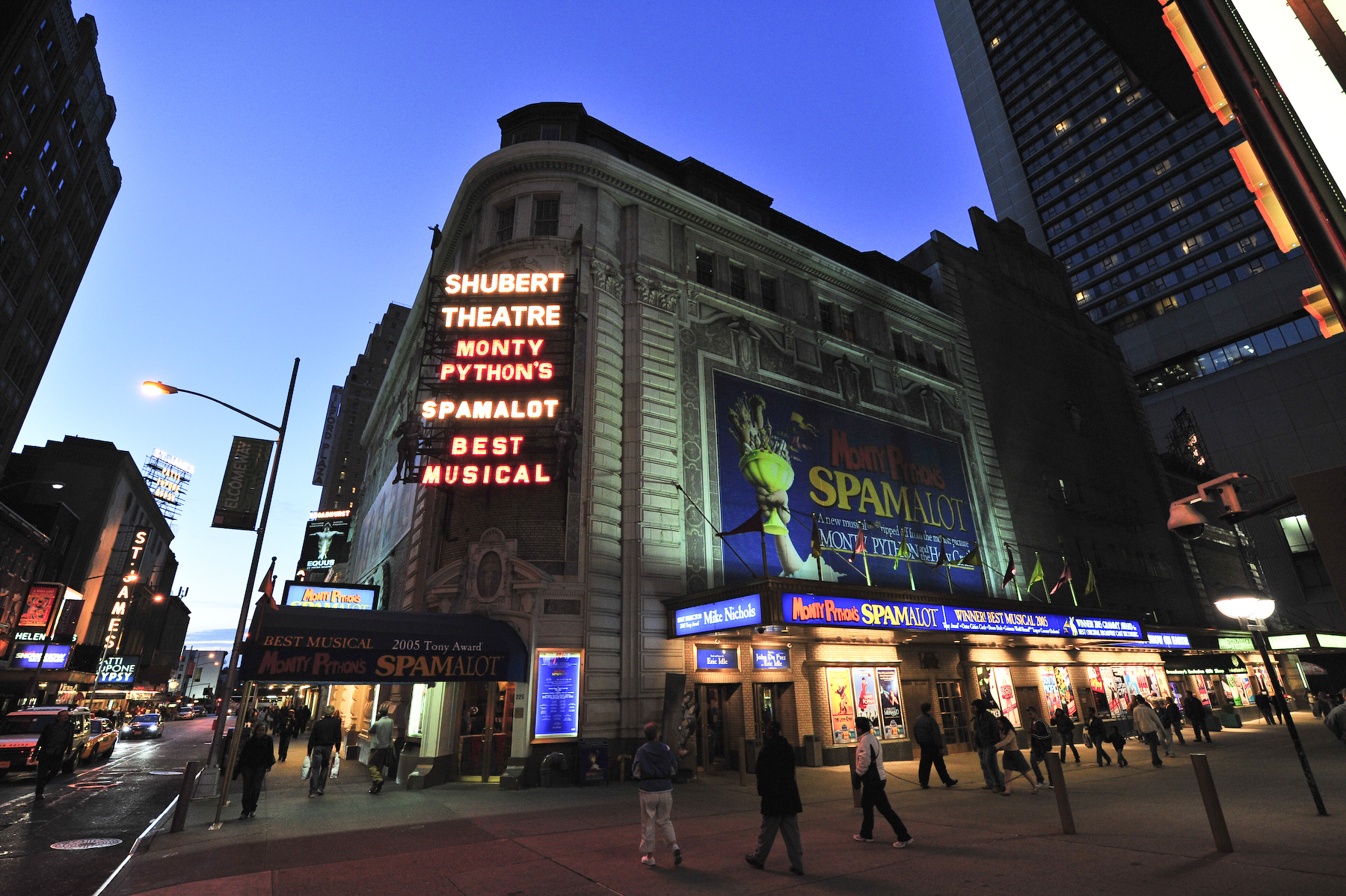
Spamalot à l'affiche en 2008.

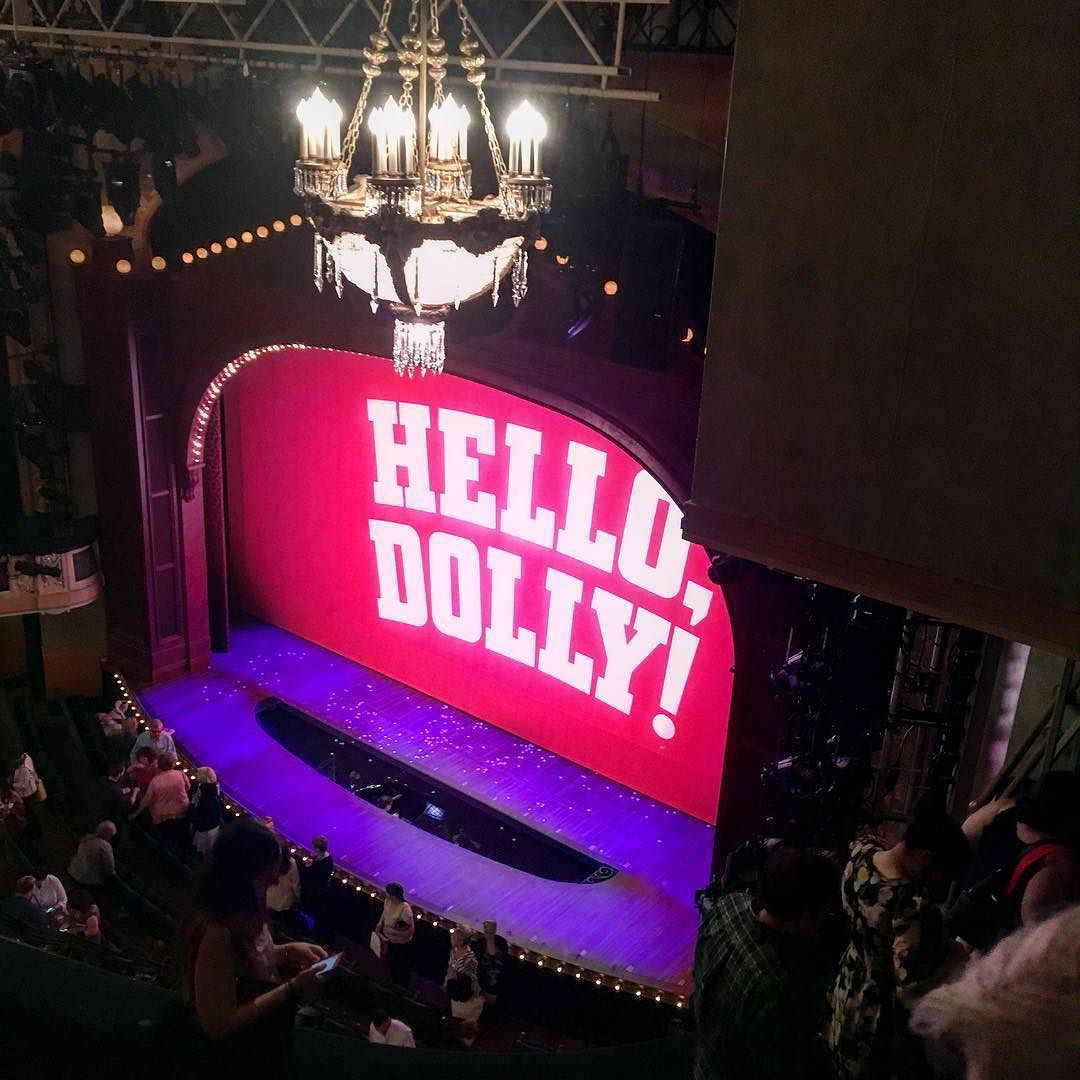
Scène finale de Hello, Dolly! en 2017.

- 1917 : Love o' Mike avec Clifton Webb dans le rôle d’Alonzo Bird[1].
- 1917 : Maytime
- 1926 : Greenwich Village Follies, 88 représentations jusqu'en mai 1926[2].
- 1933 : Gay Divorce (en)
- 1934 : Dodsworth (en)
- 1936 : Idiot's Delight (en)
- 1937 : Place au rythme (Babes in Arms)
- 1939 : The Philadelphia Story
- 1941 : Pal Joey
- 1942 : By Jupiter (en)
- 1944 : Bloomer Girl (en)
- 1947 : High Button Shoes (en)
- 1950 : Kiss Me, Kate
- 1951 : Paint Your Wagon
- 1953 : Can-Can
- 1956 : Will Success Spoil Rock Hunter? (en) ; The Pajama Game ; Bells Are Ringing
- 1961 : Bye Bye Birdie
- 1962 : I Can Get It for You Wholesale (en) ; Stop the World – I Want to Get Off (en)
- 1963 : Here's Love (en)
- 1964 : Oliver!
- 1965 : The Roar of the Greasepaint – The Smell of the Crowd (en)
- 1966 : Wait Until Dark (en) ; The Apple Tree (en)
- 1968 : Golden Rainbow (en) ; Promises, Promises (en)
- 1972 : The Creation of the World and Other Business (en)
- 1973 : A Little Night Music ; The Sunshine Boys
- 1974 : Over Here! (en)
- 1975 : Seascape
- 1975 : A Chorus Line (A Chorus Line)
- 1990 : Buddy – The Buddy Holly Story (en)
- 1992 : Crazy for You
- 1996 : Big (en)
- 1996 : Chicago
- 2003 : Gypsy
- 2005 : Spamalot
- 2009 : Blithe Spirit ; Memphis
- 2013 : Matilda, the Musical
- 2017 : Hello, Dolly!
- 2018 : To Kill a Mockingbird
- 2022 : POTUS
- 2022 : Some Like it Hot
- 2024 : Hell's Kitchen

## Sources
1. ↑  (en) John Parker, Who's Who in the Theatre, Londres, 1947, 10e éd.
2. ↑  (en) Richard C. Norton, A chronology of American musical theater, Oxford ; New York, Oxford University Press, 2002 (ISBN 978-0-19-508888-5, 978-0-19-515565-5 et 978-0-19-515566-2, lire en ligne).